# يورغن هير
يورغن هير هو لاعب رماية دنماركي، ولد في 15 يونيو 1923 في Eskilstrup ‏ في الدنمارك، وتوفي بنفس المكان في 14 يونيو 2007.

## وصلات خارجية
- يورغن هير على موقع أوليمبيديا (الإنجليزية)